# 橘美緒
橘 美緒（たちばな みお、1990年10月5日 - ）は、日本のファッションモデル、女優。福岡県福岡市出身。血液型B型。2024年10月15日よりティートライブ エンターテイメント所属。
w-inds.の橘慶太は実兄（次兄）。松浦亜弥は義姉（次兄の妻）。

## 略歴
福岡を拠点としたモデル事務所オフィスノアールに所属して活動。2001年、小学生で「九州・沖縄スターライトオーディション」を受けて審査員特別賞を獲得し、ライジングプロダクション（後のヴィジョンファクトリー）と契約。2003年からローティーン向けファッション雑誌『ラブベリー』の専属モデルを務め、後に本人による連載ページが始まるほどラブベリーの中心的存在となった。
2006年春、他のティーンズ雑誌『nicola』の虎南有香・『ピチレモン』の浅田美穂・『Hana*chu→』の上原奈美ら4人と企画ユニット「ソーランはっぴぃず」を結成。後に猫ひろしが加わり「ソーランはっぴぃずと猫ひろし」で歌手デビューし、『うたばん』（TBS）に出演した。
2007年9月、ヴィジョンファクトリー運営の携帯動画サイト「VISION CAST」にて、本人出演のドラマ『Flowers〜純潔のユリ〜』が配信開始。10月、自身初のテレビレギュラー番組『Jump! Jump!J ump!』（テレビ神奈川・千葉テレビ・テレビ埼玉）が放送開始。
2009年、映画『BABY BABY BABY! -ベイビィ ベイビィ ベイビィ-』出演。同年6月1日 TOKYO MXの「DAM★うたフルレコメンド」に出演。同年9月、所属事務所・ヴィジョンファクトリーの公式サイトからプロフィールが削除される。
2010年7月4日、オフィシャルブログ「freely」を開設する。同年9月、東京ガールズコレクション出演。同年12月26日、オフィシャルブログ「freely」閉鎖。
2011年3月3日、オフィシャルブログ「Utility」を開設。同年6月29日付のブログで、オフィス北野への移籍を発表。
2020年、古巣であるオフィスノアールに移籍。2021年、フリップアップに移籍。

## 人物
前所属事務所であるライジングプロダクション主催オーディション合格時は、将来は兄・慶太を抜くくらいの大物歌手になると本人は熱く語っていた。2007年夏に事務所所属新人タレントのお披露目会「NEXT GENERATION」に登場した際は、自らの兄に関する発言はほとんどなく、兄の人気に頼らない姿勢を見せたと報じられている。一方慶太も実妹について話題にはするが、それが彼女であることにはあまり言及していない。また、4人兄弟であり、長兄、次兄（橘慶太）、姉がいる。

## 出演

### テレビ番組
- Jump! Jump! Jump!（2007年10月 - 2008年3月、テレビ神奈川 / 千葉テレビ / テレビ埼玉）
- ブカツの天使（2008年4月 - 9月、広島テレビ / 山口放送 / 四国放送 / 西日本放送 / 南海放送 / 高知放送）
- DAM★うたフル レコメンド（2009年6月1日 - 、TOKYO MX）

### テレビドラマ
- 深夜食堂 第2シリーズ 第12話（2011年10月20日、毎日放送）
- タイムスクープハンター シーズン5 第8話「誕生！水茶屋アイドル」（2013年6月1日、NHK総合テレビ）
- 孤独のグルメ Season4第8話（2014年8月27日、テレビ東京 ）  - 女性客1 役
- タイムスクープハンター シーズン6 第19話「リベンジ 敵を討て!後編」（2014年9月20日、NHK総合テレビ）
- 本棚食堂 第3話（2015年7月21日、NHK BSプレミアム） - テレビリポーター 役
- 土曜ワイド劇場「再捜査刑事・片岡悠介8」（2015年8月8日、テレビ朝日） - 吾妻早苗 役
- 土曜ワイド劇場「タクシードライバーの推理日誌38」（2015年8月29日、テレビ朝日） - 白石涼子 役
- 臨床犯罪学者 火村英生の推理 第1話・第4話（2016年2月、日本テレビ） - 真野早織 役
- グッドパートナー 無敵の弁護士（2016年） - 木村真由　役
- 人形佐七捕物帳 第9話（2017年2月7日、BSジャパン） - お俊 役
- 特命刑事 カクホの女 第3話（2018年2月2日、テレビ東京） - 田浦貴音 役
- 駐在刑事 第1話（2018年10月19日、テレビ東京） - 明応大学病院看護師 役
- ドクターX 〜外科医・大門未知子〜 第3話・第7話・第9話（2021年10月28日・11月25日・12月9日、テレビ朝日）
- 何かおかしい2 第8話（2023年5月24日、テレビ東京） - アヤ 役
- ハヤブサ消防団 第8話・最終話（2023年9月7日・14日、テレビ朝日）
- 私の死体を探してください。 最終回（2024年10月9日、テレビ東京） - 神永進の妻 役[2]
- パラレル夫婦 死んだ"僕と妻"の真実（2025年4月1日 - 6月17日） - 青木みどり 役[3]

### ラジオ番組
- マキタスポーツラジオはたらくおじさん（2011年4月1日 - 2014年4月5日、ラジオ日本）

### 映画
- 一遍上人（2012年5月12日公開、カエルカフェ） - 超二 役
- 僕の中のオトコの娘（窪田将治監督、2012年12月公開）
- 夜明け前 朝焼け中（窪田将治監督、2013年11月2日公開、FAITHentertainment） - 松井栄子 役
- 龍三と七人の子分たち（北野武監督）
- 天の茶助（SABU監督）
- ヒロイン失格（英勉監督）
- 劇場霊（中田秀夫監督）
- 野良犬はダンスを踊る（窪田将治監督、2015年10月10日公開）
- 一人の息子（谷健二監督、2018年7月7日公開） - 遠藤 役
- 渋谷シャドウ（谷健二監督、2019年11月公開） - ショップの女店員 役[4]。

### 舞台
- SAKURA（2011年5月25日 - 29日）
- 十二人の怒れる女（2011年6月22日 - 26日）
- MOTHER〜特攻の母 鳥濱トメ物語〜（2011年7月23日 - 31日）
- FREE(S)プロデュース公演「第二章 Dream-sunflower-」（2012年7月18日 - 22日、恵比寿・エコー劇場）

### PV
- 上木彩矢「君去りし誘惑」

### CM・広告
- ナルミヤ・インターナショナル ブルークロスガールズ - 雑誌広告
- ナルミヤ・インターナショナル メゾピアノ - 雑誌広告

### 雑誌
- ラブベリー（2003年 - 2008年）